# Il caffè della Peppina
Il caffè della Peppina è un brano musicale del 1971, presentato durante la 13ª edizione dello Zecchino d'Oro, scritto da Tony Martucci, Walter Valdi e Alberto Anelli e interpretato da Simonetta Gruppioni (5 anni di Bologna) e Marina D'Amici (4 anni, di Colleferro).

## Testo
Il brano, ispirato nello stile al canto popolare italiano, racconta di una signora anziana, che è, per l'appunto, la Peppina, che fa il caffè e ci mette di tutto dalle cose più normali alle cose più assurde: la cioccolata, la marmellata, sette ali di farfalle, quattro o cinque caramelle, il sale, il pepe, mezzo chilo di cipolle, il rosmarino, cinque sacchi di farina, qualche formaggino, una zampa di tacchino, una penna di pulcino, l'acqua (col petrolio), l'aceto, l'olio, l'insalata. Ma quando prova a mettere il tritolo salta in aria col caffè.

## Curiosità
- La Gruppioni ha partecipato con la nipote (Carlotta Gruppioni) alla puntata di The Money Drop del 12 marzo 2013. Ha inoltre partecipato come giuria alla seconda puntata dello Zecchino d'Oro 2013.
- Simonetta Gruppioni è una componente del coro "Vecchioni di Mariele" e il brano "Il caffè della Peppina" è una costante nei loro concerti.
- La fisarmonica del brano è di Frank Marocco.